# Дара Аль-Бакри
Дара Аль-Бакри (6 жовтня 2000) — йорданська плавчиня. Учасниця Чемпіонату світу з водних видів спорту 2017, де в попередніх запливах на дистанції 50 метрів вільним стилем посіла 49-те місце і не потрапила до півфіналів.